# International Code of Nomenclature of Prokaryotes
Der englisch International Code of Nomenclature of Prokaryotes (ICNP), deutsch Internationaler Code der Nomenklatur der Prokaryoten regelt die Erstellung wissenschaftlicher Namen der Prokaryoten. Die Nomenklaturregeln werden im Auftrag des International Committee on Systematics of Prokaryotes (ICSP, englisch für „Internationale Kommission für die Systematik der Prokaryoten“) im International Journal of Systematic and Evolutionary Microbiology der Microbiology Society veröffentlicht. Der bis 2019 gültige International Code of Nomenclature of Bacteria (ICNB, „Bakteriologischer Code“) ist auf der Website des NCBI veröffentlicht. Der ICNP ist Bestandteil der biologischen Nomenklatur.
In der Mikrobiologie wurde 1980 mit dem Bakteriologischen Code ein Neuanfang gemacht, um sicherzustellen, dass die Nomenklatur der Bakterien einheitlich nach international anerkannten Regeln erfolgt. Die 2008 Revision wurde 2019 veröffentlicht, mittlerweile gilt die 2022 Revision. Beide Revisionen beziehen sich auf die Nomenklatur der Prokaryoten (Prokaryotischer Code), befassen sich folglich neben den wissenschaftlichen Namen der Bakterien auch mit der Nomenklatur der Archaeen, weiterhin beinhaltet die Revision aus dem Jahr 2022 die Regeln für die Nomenklatur der Cyanobakterien und reglementiert erstmals die Rangstufe Phylum.

## Geschichte der Nomenklatur der Bakterien
Bis 1975 wurde der Internationale Code der Botanischen Nomenklatur (ICBN) zur Benennung von Bakterien verwendet. Beim vierten Internationalen Kongress für Mikrobiologie wurde 1947 ein Code genehmigt, dieser fand jedoch geringe Verbreitung. Auf weiteren Internationalen Kongressen für Mikrobiologie wurden 1953 und 1962 umfangreiche Ergänzungen beschlossen, die jedoch nur einzeln veröffentlicht wurden, eine Neuauflage des Bakteriologischen Codes erfolgte nicht. 1968 schließlich wurde die Idee formuliert, zunächst eine Liste mit anerkannten Bakteriennamen zu erstellen und darauf folgend zu einem bestimmten Zeitpunkt alle dort nicht geführten Bakteriennamen als ungültig anzusehen. Neue Bakteriennamen müssten dann dem Code entsprechend vergeben werden. Als Startpunkt für den derzeit gültigen Code wurde der 1. Januar 1980 vereinbart. An der Gestaltung des Codes mit festgelegten Regeln war Stephen P. Lapage maßgeblich beteiligt.
1992 wurde die 1990 Revision veröffentlicht, die drei wichtige Änderungen beinhaltet, die in den späteren Revisionen erhalten blieben:
- Namen, die nicht in der Approved Lists of Bacterial Names aufgeführt sind, verlieren ihre Gültigkeit. Sie können jedoch als nomen revictum (lateinisch für „wiederaufgenommener Name“) erneut zugelassen werden, wenn sie dem Code entsprechen (auch als Regel 28a festgelegt). Dies trifft beispielsweise auf Sporosarcina psychrophila zu, deren Name erst 1984 anerkannt wurde, obwohl er bereits 1967 verwendet wurde.
- Die Bakteriennamen müssen im International Journal of Systematic Bacteriology (IJSB, engl. für „Internationale Zeitschrift für systematische Bakteriologie“) mittlerweile das International Journal of Systematic and Evolutionary Microbiology (IJSEM, engl. für „Internationale Zeitschrift für systematische und evolutionäre Mikrobiologie“) veröffentlicht werden. Falls sie in anderen Fachzeitschriften dem Code entsprechend publiziert wurden, muss eine Anerkennung dieser Namen im IJSB/IJSEM erfolgen (auch als Regel 27 festgelegt).
- In der Publikation muss ein nomenklatorischer Typus festgelegt werden (auch als Regeln 15–22 festgelegt).

## Erweiterung der Nomenklaturregeln
In den 2000ern wurden auf mehreren Tagungen des ICSB (Vorgängerorganisation) bzw. ICSP und in mehreren Internationalen Kongressen für Mikrobiologie (International Congress of the Bacteriology and Applied Microbiology) notwendige Änderungen der Regeln beraten und schließlich genehmigt, verbunden mit der Namensänderung zu International Code of Nomenclature of Prokaryotes (ICNP), englisch für Internationaler Code der Nomenklatur der Prokaryoten, auch als Prokaryotischer Code oder the Code bezeichnet. Neben den Regeln für den wissenschaftlichen Namen der Bakterien befasst sich diese 2008 Revision erstmals auch mit der Nomenklatur der Archaeen. Die Archaea, früher auch als Archaebakterien oder Urbakterien bezeichnet, bilden eine der drei Domänen in der Biologie, zusammen mit der Domäne der Bacteria (Bakterien) werden sie als Prokaryoten zusammengefasst. Eine weitere Neuerung der 2008 Revision sind Regeln zum taxonomischen Status Candidatus im Anhang 11 (Appendix 11). Obwohl die Revision 2008 beschlossen wurde, trug sie jahrelang den Beinamen „Entwurf“ (draft) und wurde erst 2019 im IJSEM publiziert.
2019 wurden die Statuten der ICSP („Internationale Kommission für die Systematik der Prokaryoten“) geändert und damit dem Editorial Board of the ICNP („Redaktion des ICNP“) mehr Verantwortlichkeit eingeräumt. Daraufhin wurden 45 Änderungsvorschläge zum Prokaryotischen Code aus den Jahren 2008 bis 2020 beraten und darauf basierend Erweiterungen des ICNP vorgeschlagen. Diese Vorschläge wurden durch Nutzung einer Online-Plattform auch öffentlich diskutiert und die resultierenden Änderungen nach Abstimmung in den Gremien mit der 2022 Revision umgesetzt. Die Revision aus dem Jahr 2022 zeichnet sich durch zwei bedeutende Erweiterungen aus: Die Regeln für die Nomenklatur gelten nun formal ebenfalls für die Cyanobakterien, dazu mussten einige Regeln denen des Internationalen Codes der Nomenklatur für Algen, Pilze und Pflanzen angeglichen werden. Erstmals wird die Rangstufe Phylum reglementiert, als Rang oberhalb der Klasse.
Die Zunahme an Entdeckungen neuer Mikroorganismen, verbunden mit der Nutzung digitaler Medien zur Informationsverbreitung führte dazu, dass die Anzahl der Request for an Opinion („Bitte um Stellungnahme“), mit der die korrekte Nomenklatur der Prokaryoten offiziell überprüft wird (Anhang 8), in den letzten Jahren deutlich anstieg, im Zeitraum 2020 – 2023 gab es mehr als 30 derartiger Anfragen. In einer 2023 im IJSEM veröffentlichten „Richtlinie zur Interpretation des ICNP“ geben die beteiligten Autoren konkrete Hilfestellungen und stellen klar, dass die taxonomische Meinung einzelner Wissenschaftler nicht dazu führt, dass ein wissenschaftlicher Name automatisch abgelehnt wird, ein Beispiel dafür ist die Klassifikation von Arten der Gattung Borrelia als der Gattung Borreliella zugehörige Spezies.

“Interpreting the ICNP may indeed often require the skills of a lawyer rather than the skills of the biologist.”

„Die Interpretation des ICNP mag häufig eher die Fähigkeiten eines Rechtsanwalts als die Fähigkeiten eines Biologen erfordern.“

## Aufbau des ICNP
Im ersten Kapitel General Considerations („Allgemeine Betrachtungen“) wird auf die Notwendigkeit international anerkannter Regeln zur Nomenklatur anhand von acht Unterpunkten hingewiesen. Im zweiten Kapitel Principles („Grundlagen“ oder „Prinzipien“) werden die neun Grundlagen des Prokaryotischen Codes genannt, auf die sich Regeln und Empfehlungen beziehen. Im dritten, umfangreichen Kapitel Rules of Nomenclature with Recommendations („Regeln der Nomenklatur mit Empfehlungen“) werden nummerierte Regeln aufgeführt, die bis Nr. 65 reichen, aber zum Teil weiter unterteilt sind (z. B. Regel 51a und Regel 51b). Dazu passende Empfehlungen tragen die gleiche Nummer, außerdem ergänzen Anmerkungen (Note) und Beispiele (Example) einige Regeln. Im vierten Kapitel Advisory Notes („Beratende Hinweise“) sind unter anderem Anmerkungen für Autoren aufgeführt. Außerdem umfasst das Werk einen Anhang (Appendix) in 13 Teilen.

### Prinzipien
Zu den Prinzipien des Prokaryotischen Codes gehört beispielsweise, dass Stabilität bei den vergebenen Namen erzielt werden soll und dass der Code unabhängig vom Internationalen Code der Nomenklatur für Algen, Pilze und Pflanzen (ICNafp, früher ICBN) und den Internationalen Regeln für die Zoologische Nomenklatur (ICZN) gilt. Dies führt dazu, dass der Name eines Taxons sowohl für ein Bakterium wie für eine Pflanze oder ein Tier zugleich verwendet werden kann. Dies ist bei Gordonia → Pflanzengattung aus der Familie der Teestrauchgewächse (Theaceae) und Gordonia → Bakteriengattung aus der Familie der Nocardiaceae der Fall, genauso wie bei Edwardsiella → Tiergattung aus der Ordnung der Seeanemonen (Actiniaria) und Edwardsiella → Bakteriengattung aus der Familie der Hafniaceae. Allerdings dürfen seit 2001 keine neuen Namen für Gattungen oder höhere Ränge vergeben werden, die in den anderen genannten Bereichen bereits verwendet werden.
Die wissenschaftlichen Namen sind lateinisch oder es werden daraus neulateinische Wörter gebildet. Ihr Ursprung (vergleiche Etymologie) ist häufig die altgriechische Sprache oder Latein (ebenso in Regel 10a festgelegt). Der Name einer Art folgt der auf Carl von Linné zurückgehenden binären Nomenklatur mit einem Gattungsnamen und einem Artnamen (Epitheton) (ebenso in Regel 12a festgelegt). Der korrekte Name eines Taxons beruht auf der gültigen Veröffentlichung inklusive Beschreibung, der Legitimität des Taxons und der Reihenfolge (Priorität) bei der Veröffentlichung (ebenso in Regel 23a – 23b festgelegt). Jedes Phylum oder Taxon eines niederen Rangs kann nur einen korrekten Namen tragen, im Regelfall den Namen, der als erstes den Regeln des Codes entsprechend veröffentlicht wurde.

### Regeln

Die vom ICNP 2022 Revision geregelten Rangstufen umfassen Phylum bis Spezies, sowie weitere, hier nicht dargestellte Ränge wie Subspezies.

Die konkreten Regeln für den Prokaryotischen Code sind aus den „Allgemeine Betrachtungen“ und den „Prinzipien“ abgeleitet und in neun Abschnitte gegliedert.

#### Abschnitt 1: Allgemeines
Regeln 1a, 1b, 2, 3, 4 beinhalten unter anderem: Die aktuelle Revision des ICNP ersetzt alle zuvor gültigen Revisionen und gilt ab dem Zeitpunkt der Online-Veröffentlichung. Die Regeln gelten rückwirkend, sofern nicht anders angegeben.

#### Abschnitt 2: Ränge der Taxa
- Regeln 5a, 5b und 5d behandeln die Systematik und Taxonomie, es werden die taxonomischen Rangstufen Phylum (Phylum), Klasse (Classis), Ordnung (Ordo), Familie (Familia), Gattung (Genus) und Art (Species) hierarchisch erfasst. Als optionale Zwischenrangstufen werden Unterklasse (Subclassis), Unterordnung (Subordo), Tribus (Tribus) als Rangstufe zwischen Familie und Gattung, Untergattung (Subgenus) sowie Unterart (Subspezies, Subspecies) definiert. Taxa unterhalb der Rangstufe Subspezies werden nicht durch den Code erfasst (Regeln 5d und 14a). Allerdings enthält Anhang 10 (Infrasubspecific Subdivisions, bedeutet so viel wie „Aufteilung unterhalb der Subspezies“) Empfehlungen dazu, beispielsweise die Verwendung der Bezeichnungen Serovar, Biovar oder Phagovar. Es wird empfohlen, das Suffix -var (z. B. Serovar) statt -typ (z. B. Serotyp) zu verwenden, um Verwechselungen mit dem Typus der Nomenklatur zu vermeiden.

#### Abschnitt 3: Benennung der Taxa
- Regel 6: Für die Benennung der Taxa sollen nur lateinische Wörter oder Wörter aus dem Altgriechischen verwendet werden, die latinisiert werden. Ausnahmen für die Wortherkunft gelten beispielsweise für geografische Orte oder die Bezeichnungen von Getränken und Speisen. Auch die Verwendung von Familiennamen Forschender ist zulässig, Autoren sollen Organismen aber nicht nach sich selbst oder Mitautor benennen (Empfehlung 6). Die Etymologie ist anzugeben. Seit dem 1. Januar 2023 dürfen Namen mit den Endungen -myces, -phyces, -phyta oder -virus nicht mehr verwendet werden, um Verwechselungen mit den eukaryotischen bzw. viralen Taxa zu vermeiden. Diese Einschränkung gilt nicht rückwirkend. Nach dieser Regel wären Gattungsnamen wie Actinomyces oder Streptomyces ab 2023 für neu beschriebene Prokaryoten nicht mehr zulässig, die mit dieser Wortendung benannten Gattungen bleiben aber erhalten und es können neu entdeckte Arten in die Gattung gestellt werden.
- Die Namen der Taxa zwischen (einschließlich) Phylum und Untergattung werden groß geschrieben.
- Die Namen der Taxa Tribus bis Ordnung sind ein Substantiv oder ein substantiviertes Adjektiv lateinischen oder altgriechischen Ursprungs. Der Name besitzt das weibliche grammatische Geschlecht und wird im Plural verwendet (Regel 7).
- Die Namen der Taxa oberhalb der Ordnung sind ein lateinisches oder ein latinisiertes Wort. Der Name des Phylums besitzt das neutrale grammatische Geschlecht und wird im Plural verwendet. Das Suffix -ota wird an den Namen der festgelegten Typusgattung gehängt, beispielsweise das Phylum Fibrobacterota[8] basierend auf der Gattung Fibrobacter. Die Judicial Commission („Beschlussfassungsausschuss“ des ICPS) kann Ausnahmen zulassen. Der Name der Klasse wird im Plural verwendet (Regel 8).
- Die Taxa zwischen Unterklasse und Gattung haben entsprechend ihrer Rangstufe eine bestimmte Wortendung (Suffix) (Regel 9). Beispiele sind
  - -ales für den Namen der Ordnung, wie in Pseudomonadales
  - -ineae für den Namen der Unterordnung, wie in Pseudomonadineae
  - -aceae für den Namen der Familie, wie in Pseudomonadaceae
  - -eae für den Namen der Tribus, wie in Pseudomonadeae
- Namen von Gattungen und Untergattungen werden als lateinisches Substantiv behandelt, bei Wortstämmen aus anderen Sprachen erfolgt eine Latinisierung (Regel 10a), damit besitzt der Name ein grammatisches Geschlecht. Auch die Verwendung von Personennamen ist zulässig, bei Gattungsnamen werden sie als latinisierte Wörter in der femininen Form verwendet (Empfehlung 10a). Auf diese Weise werden häufig Naturwissenschaftler oder Ärzte geehrt, die sich um die Mikrobiologie verdient gemacht haben. Die Bildung dieser Gattungsnamen wird im Anhang 9 beschrieben.
- Der Name einer Art folgt der binären Nomenklatur mit einem Gattungsnamen und einem Artnamen (Epitheton). Artnamen werden klein geschrieben und müssen als Adjektiv dem grammatischen Geschlecht des Gattungsnamens folgen, beispielsweise Sporosarcina antarctica, da Sporosarcina feminin ist und Micrococcus antarcticus, da Micrococcus maskulin ist. Falls es sich um ein Substantiv handelt, das als Apposition dient, wird es im Nominativ verwendet, z. B. Bacillus acidicola, das latinisierte Wort acidicola bedeutet „Bewohner einer sauren Umgebung“. Oder ein Substantiv wird im Genitiv verwendet. Dies geschieht meist, um den Herkunftsort oder das Vorkommen zu beschreiben, wie bei Chlamydophila psittaci, das lateinische Wort psittaci bedeutet „des Papageis“ (Regeln 12a – 12c).
- Namen für Unterarten (Subspezies) sind eine trinäre (ternäre) Kombination aus Gattungsnamen, Artnamen und Unterartnamen. Dem Namen der Unterart vorangestellt wird das Kürzel „subsp.“, beispielsweise Lactobacillus delbrueckii subsp. bulgaricus (Regeln 13a – 13d).

#### Abschnitt 4: Nomenklatorische Typen und ihre Festlegung
- Jedem Taxon soll ein „namensgebender Typus“ (nomenklatorischer Typus, nomenclatural type) zugeordnet werden, beispielsweise ist eine bestimmte Art die Typusart der Gattung: Proteus vulgaris ist die Typusart (Typspezies) der Gattung Proteus. Dieser Typus ist nicht zwangsläufig das besonders typische oder repräsentative Mitglied dieses Taxons (Regel 15).
- Der Typus wird durch die Autoren der Erstbeschreibung festgelegt (Regel 16). Bei einer Aufteilung eines Taxons richtet sich die „Weitergabe“ des Namens des übergeordneten Taxons nach dem Typus: Bei der Aufteilung der Gattung Bacillus in die Gattungen Bacillus und Paenibacillus erhält die Gattung, die die Typusart Bacillus subtilis enthält, den Gattungsnamen Bacillus (Regel 17).
- Der Typus einer Spezies oder Subspezies soll ein „Stamm“ (engl. strain) im Sinne von Bakterienstamm sein. Der Typstamm (type strain) soll aus einer lebenden Kultur des Mikroorganismus bestehen, die durch Kultivierung des Organismus als Reinkultur aufrechterhalten wird. Die Eigenschaften dieses Typstamms sollen mit denen in der Erstbeschreibung übereinstimmen. Weiterhin wird der Holotyp sowie der Referenzstamm (reference strain) definiert und die Vorgehensweise beschrieben, wenn der Typstamm nicht mehr auffindbar bzw. nicht mehr lebendig ist durch Vorschlag eines Neotyps (Regeln 18a – 18g und 19).
- Die Regeln 20a bis 22 spezifizieren das Konzept innerhalb der verschiedenen Taxa. Darin enthalten ist die Ausnahme, dass die Gattung Escherichia die Typusgattung der Familie der Enterobacteriaceae ist und nicht die Gattung Enterobacter.

#### Abschnitt 5: Priorität, effektive und gültige Veröffentlichung der Namen
- Jedes Phylum oder Taxon eines niederen Rangs kann nur einen korrekten Namen tragen, im Regelfall den Namen, der als erstes den Regeln des Codes entsprechend veröffentlicht wurde. Der korrekte Name eines Taxons beruht auf der gültigen Veröffentlichung inklusive Beschreibung, der Legitimität des Taxons und der Reihenfolge (Priorität) bei der Veröffentlichung. In Regel 23a werden folgende Fälle unterschieden:
  - validly published (gültig veröffentlichter Name), der Name ist „wirkungsvoll veröffentlicht“ (effective publication, im IJSEM), zusammen mit einer Beschreibung unter Einhaltung weiterer Voraussetzungen, die in den Regeln 27 bis 32 genannt sind.
  - legitimate (legitimer Name), der Name ist gültig veröffentlicht und steht im Einklang mit den Regeln.
  - illegitimate (illegitimer Name), der Name ist gültig veröffentlicht und widerspricht den Regeln.
  - correct (korrekter Name), dieser Name muss unter den gegebenen Regeln für ein Taxon angenommen werden.
- Für die Ermittlung der Priorität gilt für einen Namen oder ein Epitheton das Datum der gültigen Veröffentlichung eines legitimen Namens (Regel 23b).
- Grundlage für die Namen von Bakterien ist die Approved Lists of Bacterial Names von 1980, für Namen, die danach gültig veröffentlicht wurden, gilt die Prioritätsregel. Das Konzept der Synonyme wird definiert (Regel 24a). Die Prioritätsregel wird in Regel 24b ausführlich dargestellt, inklusive der Vergabe einer Nummer auf der Validation List im IJSEM. Nach dieser Prioritätsregel ist der Name gültig, der zuerst veröffentlicht wurde. Stellt sich später heraus, dass ein anderes Taxon mit dem zuerst beschriebenen identisch ist, erfolgt die Umbenennung des später veröffentlichten Namens (ebenso in Regel 38 und 42 festgelegt).
- Ein Name kann von der Judicial Commission abgelehnt werden (rejected names, nomina rejicienda) und auf die dafür vorgesehene Liste gesetzt werden (Regel 24c). In den weiteren vier Regeln werden Art und Datum der Veröffentlichung beschrieben.
- Regel 27 stellt klar, dass ein neuer Name oder eine neue Kombination im IJSB/IJSEM veröffentlicht werden muss, damit er als validly published gilt. Wenn der Vorschlag des neuen Namens in einer anderen Fachzeitschrift erfolgt, ist es Aufgabe der Autoren, die Bekanntmachung auf einer Validation List („Validierungsliste“) des IJSB/IJSEM anzustreben. Erst mit dieser Veröffentlichung hat der Name Gültigkeit, auch zeitlich gesehen. Weiterhin muss in der Publikation eine Beschreibung des Taxons erfolgen oder auf eine bereits vorhandene verwiesen werden und die Etymologie muss erklärt werden. In allen nach dem 1. Januar 2023 veröffentlichten Artikeln zur Festlegung von Combinatio nova (comb. nov., Umkombination, neue Kombination) müssen die dadurch entstandenen homotypischen oder heterotypische Synonyme aufgeführt und das Basonym muss angegeben werden.
- Namen, die vor Einführung der Approved Lists of Bacterial Names benutzt wurden, aber nicht in der Liste enthalten sind, können als nomen revictum (nom. rev.) „wiederbelebt“ werden (Regel 28a). Regel 28b nennt Fälle, unter denen ein Name als nicht gültig veröffentlicht anzusehen ist.
- Die Kriterien für die gültige Veröffentlichung von Namen von Gattungen und Untergattungen (Regel 29), von Arten (Regel 30) sowie von Subspezies (Regel 32a) werden genannt. Seit dem 1. Januar 2001 muss in der gültigen Veröffentlichung der Namen von Spezies oder neuen Kombinationen ein Typstamm festgelegt werden (vgl. Regel 18a), der als lebende Kultur in mindestens zwei Sammlungen von Mikroorganismen hinterlegt ist, die sich in zwei verschiedenen Staaten befinden und von denen Subkulturen verfügbar sind.

#### Abschnitt 6: Erwähnung von Autoren und Namen
- Bei einem neu benannten Taxon oder bei Änderung des Status eines Taxons, bei der sich auch der Name ändert, werden Abkürzungen hinter den Namen gesetzt (Regel 33a), die angeben, um welche Kategorie eines nomenklatorischen Aktes es sich handelt, z. B. „sp. nov.“ für species nova („neue Art“), „gen. nov.“ für genus novum („neue Gattung“) oder „comb. nov.“ für combinatio nova („neue Kombination“). Letzteres trifft beispielsweise zu, wenn eine Bakterienart in eine andere Gattung gestellt wird. So wurde 1988 Bacillus acidoterrestris erstbeschrieben, jedoch 1992 der neu etablierten Gattung Alicyclobacillus gen. nov. zugeordnet und damit als Alicyclobacillus acidoterrestris comb. nov. bezeichnet. Die Regeln 33b – 34c behandeln entsprechend, wie mit den Autorennamen (Autorenzitate) und dem Jahr der Erstbeschreibung zu verfahren ist. Die Verwendung von Kapitälchen für Autorennamen ist im Prokaryotischen Code nicht geregelt. Bei mehr als zwei Autoren wird nur der Name des ersten Autors genannt, gefolgt von et al., beispielsweise Acetobacterium woodii Balch et al. 1977 (Approved Lists 1980). Beim Zusammentreffen mehrerer Besonderheiten führen die Regeln zu langen Bezeichnungen, beispielsweise Schaalia meyeri (Cato et al. 1984 ex Prévot 1938) Nouioui et al. 2018 comb. nov.
- Falls die Beschreibung eines Taxons später durch einen oder mehrere Autoren verbessert wurde, werden diese Namen hinter der Abkürzung „emend.“ (lateinisch emendavit für „verbessert“ oder „berichtigt“) mit der Jahreszahl der Beschreibung geführt (Regel 35), wie beispielsweise bei Leptospira Noguchi 1917 emend. Faine und Stallman 1982.

#### Abschnitt 7: Änderung der Namen von Taxa als Folge von Überführung, Vereinigung oder Änderung des Ranges
- Der Name eines Taxons muss geändert werden, wenn der nomenklatorische Typus ausgeschlossen wird, weil er in ein anderes Taxon übertragen wird (Regel 37a). Beispielsweise haben Goodfellow und Pirouz die Typspezies Micropolyspora brevicatena Lechevalier et al. 1961 der Gattung Micropolyspora Lechevalier et al. 1961 in die Gattung Nocardia überführt, als Nocardia brevicatena (Lechevalier et al. 1961) Goodfellow and Pirouz 1982. Aber dabei haben sie keinen Vorschlag für die Benennung der weiteren Spezies gemacht, die dem nun ausgeschlossenen Taxon Micropolyspora angehörten, z. B. Micropolyspora angiospora Zhukova et al. 1968. Diese hätten ebenfalls in die Gattung Nocardia übertragen werden können oder es hätte eine neue Gattung mit einer neuen Typspezies vorgeschlagen werden müssen.
- Eine Änderung des Namens eines Taxons kann erforderlich sein aufgrund einer Entscheidung der Judicial Commission, wenn das Taxon in ein anderes überführt oder mit einem anderen Taxon vereinigt wird oder sich der Rang des Taxons ändert (Regel 37b). Wenn zwei oder mehr Taxa des gleichen Rangs vereinigt werden, wird für den Namen dieses Taxons die Prioritätsregel angewendet (Regel 38). Beispielsweise hat White die Gattungen Eberthella Bergey et al. 1923 mit der Gattung Salmonella Lignières 1900 vereinigt und den früher vergebenen Namen Salmonella beibehalten. Ähnlich ist Regel 42 formuliert.
- Bei der Aufteilung einer Gattung wird der ursprüngliche Name für eine der neuen Taxa beibehalten, entscheidend ist die Typusart (Regel 39a – 39b, vgl. Regel 17).
- Falls eine Art in Unterarten aufgeteilt wird, wird der Artname zugleich als Unterartname verwendet und zwar für die Unterart, die den Typstamm enthält (Regeln 40a–40d). Dies trifft beispielsweise auf Staphylococcus aureus zu, 1985 wurde Staphylococcus aureus subsp. anaerobius als Unterart erstbeschrieben und folglich wurde automatisch das zuvor als Art geführte Bakterium nun als Unterart geführt: Staphylococcus aureus subsp. aureus.
- Bei der Überführung einer Spezies von einer Gattung in eine andere wird das Art-Epitheton beibehalten, ggf. muss es grammatikalisch an das Geschlecht angepasst werden. Ähnlich verhält es sich, wenn der Gattungsname geändert wird (Regeln 41a – 41b).
- Die Regeln 43 – 47b klären die Vorgehensweise bei der Vereinigung mehrerer Taxa, wenn sich dabei die Rangstufe ändert, beispielsweise wenn mehrere Gattungen als Untergattungen einer Gattung vereinigt werden.
- Die Regeln 48 – 50b legen fest, wie bei einer Änderung der Rangstufe vorzugehen ist, im einfachsten Fall wird nur das Suffix geändert, beispielsweise wird aus der Tribus Pseudomonadeae die Familie Pseudomonadaceae. Wenn eine Subspezies in den Rang Spezies erhoben wird, muss das Subspezies-Epitheton zum Spezies-Epitheton werden, z. B. wird aus Campylobacter pylori subsp. mustelae Fox et al. 1988 in diesem Fall Campylobacter mustelae (Fox et al. 1988) Fox et al. 1989.

#### Abschnitt 8: Illegitime Namen: Ersetzung, Ablehnung und Erhaltung von Namen und Epitheta
- Die Regeln 51a–56b befassen sich mit der Vorgehensweise bei nicht legitimen Namen. Zunächst werden Beispiele genannt, warum ein Name oder ein Epitheton als illegitim gilt.
- Als „Abhilfe“ kann der Name ersetzt werden (Replacement of Names), üblicherweise durch den ältesten legitimen Namen (Prioritätsregel) an der passenden Stelle in einer binären (Spezies) oder trinären (Subspezies) Kombination. Beispielsweise ist Pfeifferella pseudomallei (Whitmore 1913) Ford 1928 eine illegitime Kombination, da Pfeifferella ein Homonym einer Gattung der Protozoen ist. Das Epitheton pseudomallei kann jedoch für diesen Organismus in einer anderen Gattung verwendet werden, als Pseudomonas pseudomallei (Whitmore 1913) Haynes 1957. Anmerkung: Der derzeit korrekte Name dieses Bakteriums ist Burkholderia pseudomallei (Whitmore 1913) Yabuuchi et al. 1993.[9]
- Oder der Name wird abgelehnt, dafür gibt es in Anhang 4 eine Liste mit dem Titel list of rejected names (nomina rejicienda), diese Namen dürfen nicht mehr verwendet werden. Jedoch kann nur die Judicial Commission Namen auf diese Liste setzen, üblicherweise nachdem eine „Bitte um Stellungnahme“ (Request for an Opinion) erfolgt ist. Mehrere dieser Anliegen wurden in den letzten Jahren abgelehnt, da die Autoren nicht mit den zutreffenden Regeln des ICNP argumentiert haben, sondern im Grunde nur ihre taxonomische Meinung durchsetzen wollten, indem sie den alternativen Namen ausschließen lassen wollten.[7] Zum Teil erfolgreich verlief die „Bitte um Stellungnahme“ von George M. Garrity aus dem Jahr 2014 mit dem Titel „Conservation of Rhodococcus equi (Magnusson 1923) Goodfellow and Alderson 1977 and rejection of Corynebacterium hoagii (Morse 1912) Eberson 1918“. In Opinion 106 wurde entschieden, das Epitheton hoagii in Corynebacterium hoagii (Morse 1912) Eberson 1918 (Approved Lists 1980) und Rhodococcus hoagii (Morse 1912) Kämpfer et al. 2014 auf die Liste epitheta specifica et subspecifica rejicienda zu setzen. Gleichzeitig verweigerte die Judicial Commission die Erhaltung (conservation) des Epitheton equi in Rhodococcus equi (Magnusson 1923) Goodfellow and Alderson 1977 (Approved Lists 1980).[10]
- Durch vergleichbares Vorgehen kann die Judicial Commission Namen offiziell erhalten und sie beispielsweise auf die Listen Conserved names of genera of prokaryotes (nomina generum conservanda) oder Conserved specific epithets in names of species of prokaryotes (epitheta specifica conservanda) (Listen 2 bzw. 3 in Anhang 4) setzen. Beispiele für erhaltene Namen von Gattungen sind Kurthia Trevisan 1885, Lactobacillus Beijerinck 1901 oder Rhizobium Frank 1889.

#### Abschnitt 9: Orthographie
- Die Regeln 57a–65 beschreiben die Orthographie der Bakteriennamen, wobei in vielen Fällen die Judicial Commission („Beschlussfassungsausschuss“) zu Rate gezogen werden soll.
- Falls ein unbeabsichtigter Fehler im Namen später korrigiert wird, wird empfohlen, die Abkürzung „corrig.“ (corrigendum) hinter den Namen zu setzen (Regel 61), bei dem falsch geschriebene Name wird der Begriff „sic“ verwendet (Kapitel 4 Advisory Notes, „Beratende Hinweise“), z. B. wurde Bacteroides tectum (sic) Love et al. 1986 korrigiert zu Bacteroides tectus (corrig.) Love et al. 1986.
- Diakritische Zeichen – wie die im Deutschen benutzten Umlaute oder der z. B. im Französischen verwendete Akzent – kommen in Bakteriennamen nicht vor, sondern werden umschrieben (Regel 64). Dies trifft beispielsweise auf die Gattung Prevotella zu, die nach dem französischen Mikrobiologen André-Romain Prévot benannt wurde. Ein anderes Beispiel ist die Gattung Truepera, deren Name zu Ehren des deutschen Mikrobiologen Hans G. Trüper gewählt wurde.
- In Regel 65 ist festgelegt, dass bei zusammengesetzten Wörtern der letzte Wortteil für das grammatische Geschlecht ausschlaggebend ist. Daher ist z. B. die Gattung Jeotgalicoccus maskulin, da der Wortteil Coccus maskulin ist. Zum Nachschlagen des grammatischen Geschlechts ist die LPSN (siehe unten) hilfreich.[11]

### Anhänge
Die 2022 Revision beinhaltet einen Anhang (Appendix) in 13 Teilen.

#### Anhänge 1 bis 8
In Anhang 1 werden die in der Biologie für die Benennung von Organismen und Viren verwendeten Internationalen Codes aufgeführt. Anhang 2 verweist auf die Approved Lists of Bacterial Names, während in Anhang 3 mit Hinweis auf die Quellen am Ende des Dokuments Publikationen genannt werden, die als wichtige Referenzen für die Namen von Prokaryoten, Algen, Protozoen, Pilze und Viren gelten. Die Listen mit abgelehnten oder erhaltenen Namen (vergleiche Abschnitt 8 der Regeln) finden sich in Anhang 4, inklusive der Opinion no., also der Nummer der Entscheidung der Judicial Commission, gefolgt von einer Übersicht über alle Entscheidungen, die bis zur aktuellen Revision veröffentlicht wurden (bis Nr. 122) mit der Überschrift Opinions relating to the Nomenclature of Prokaryotes. Anhang 6 verweist auf die Quellen (allesamt im IJSEM veröffentlicht), in denen Minimalstandards zur Beschreibung als Empfehlung zu finden sind. Wenn Mikrobiologen einen neuen Namen für ein Taxon vorschlagen möchten, beispielsweise in einer Erstbeschreibung, finden sie im Anhang 7 Tipps mit Nennung der entsprechenden Regeln des ICNP. Im Anhang 8 ist die Vorgehensweise beschrieben, wie eine „Bitte um Stellungnahme“ (Request for an Opinion) an die Judicial Commission erfolgen sollte. Dies wurde 2023 mit der im IJSEM veröffentlichten „Richtlinie zur Interpretation des ICNP“ konkreter beschrieben.

#### Anhang 9
Dieser Anhang mit dem Titel Advice on the Formation of Names an Orthography („Ratschläge für die Bildung von Namen und für die Orthographie“) gibt ausführliche Hinweise zur korrekten Bildung von „verbundenen Namen“ (compound names), wie sie bei Prokaryoten häufig zu finden sind, beispielsweise Corynebacterium, zusammengesetzt aus dem altgriechischen Bestandteil korynê für „Keule“ und dem neulateinischen Bestandteil bacterium für „Bakterium“. Weiterhin wird das grammatische Geschlecht eines Gattungsnamens erklärt, welches sich auf „verbundene Namen“ und auch auf das Epitheton auswirkt.
- Ein maskulines Geschlecht erfolgt bei den Endungen -arcus, -bacillus, -bacter, -coccus, -ger, -globus, -myces, -philus, -planes, -sinus und -vibrio.
- Ein feminines Geschlecht erfolgt bei den Endungen -arcula, -cystis, -ella, -ia, -illa, -ina, -musa, -monas, -opsis, -phaga, -pila, -rhabdus, -sarcina, -sphaera, -spira, -spina, -spora, -thrix und -toga.
- Ein neutrales Geschlecht erfolgt bei den Endungen -bacterium, -bactrum, -baculum, -filamentum, -filum, -genium, -microbium, -nema, -plasma, -spirillum, -sporangium und -tomaculum.

Durch die Verwendung von Personennamen werden häufig Naturwissenschaftler oder Ärzte geehrt, die sich um die Mikrobiologie verdient gemacht haben. Je nachdem, auf welchem Buchstaben der Personenname endet, werden die Gattungsnamen durch unterschiedliche Suffixe gebildet:
- -ea, falls der Name auf -a endet, wie in Hamadaea (nach Masa Hamada benannt)
- -ia, falls der Name auf -e, -u oder einem Konsonanten (außer y) endet, wie in Escherichia (nach Theodor Escherich benannt) oder Simiduia (nach Usio Simidu benannt)
- -a, falls der Name auf –e, -i, –o, -y oder –er endet, wie in Palleronia (nach Norberto Palleroni benannt) oder Euzebya (nach Jean P. Euzéby benannt) oder Buchnera (nach Paul Buchner benannt)
- -nia, falls der Name auf -o endet, wie in Nesterenkonia (nach Olga Nesterenko benannt)
- Auch die Verwendung eines Diminutivs findet sich häufig, wie bei Bordetella (nach Jules Bordet benannt), Klebsiella (nach Edwin Klebs benannt), Pasteurella (nach Louis Pasteur benannt) oder Salmonella (nach Daniel Elmer Salmon benannt).

Weitere Hinweise gibt es für Namen, die sich auf einen geografische Ort beziehen oder für Namen von Prokaryoten, die mit anderen Organismen in einer Biozönose oder Symbiose leben, beispielsweise Actinomyces bovis, eine Actinomyces-Art, die bei Rindern zu finden ist oder Helicobacter equorum, eine aus dem Kot von Pferden isolierte Helicobacter-Art. Obwohl Regel 6 die Verwendung der Wörter aus anderen Sprachen als Latein oder Altgriechisch ablehnt, gibt es Ratschläge, falls diese in Namen verwendet werden, z. B. im Gattungsnamen Alkalibacillus, basierend auf dem arabischen Wort al-qalyy für „Pottasche“. Falls ein Name nach einem chemischen Element oder einer chemischen Verbindung gebildet werden soll, finden sich hierfür Erklärungen, beispielsweise für Thioalkalivibrio nitratis, wobei sich das Epitheton auf Nitrat bezieht, während der Bestandteil Thio- das latinisierte altgriechische Wort für Schwefel ist. Zuletzt gibt es Ratschläge für die Verwendung von „willkürlichen“ Namen (Arbitrary names), die beispielsweise aus der Vokalisierung einer Abkürzung oder eines Akronyms stammen, wie im Gattungsnamen Cedecea, benannt nach CDC (den Centers for Disease Control and Prevention).

#### Anhänge 10 bis 13
Taxa unterhalb der Rangstufe Subspezies werden nicht durch den ICNP erfasst, allerdings gibt Anhang 10 mit dem Titel Infrasubspecific Subdivisions (in etwa „Aufteilung unterhalb der Subspezies“) Empfehlungen dazu, vergleiche Abschnitt 2 der Regeln. In Anhang 11 wird vorgeschlagen, den taxonomischen Status Candidatus zu verwenden, um prokaryotische Taxa zu beschreiben, für die mehr als nur eine Nukleinsäuresequenz vorhanden ist, für die aber (noch) nicht die weiteren Anforderungen des Code erfüllt sind. Es werden Hinweise gegeben, welche Informationen eine Beschreibung beinhalten soll. In Anhang 12 werden die Preisträger des van Niel International Prize ab 2014 aufgeführt, da die 2022 Revision an manchen Stellen gekürzt wurde, wird hier auf die 2008 Revision verwiesen. Gleiches gilt für die Zusammenfassungen (minutes of the meetings) der Internationalen Kongresse für Mikrobiologie der International Union of Microbiological Societies, die später in International Congress of Bacteriology and Applied Microbiology umbenannt wurden in Anhang 13. Hier wird ebenfalls auf die umfangreiche Darstellung in der 2008 Revision verwiesen.

## Approved Lists of Bacterial Names
Eng verbunden mit dem Bakteriologischen Code ist eine Liste über anerkannte Bakteriennamen. 1973 wurde auf einer Sitzung der Judicial Commission of the International Committee on Systematic Bacteriology (engl. für „Beschlussfassungsausschuss der Internationalen Kommission für Systematische Bakteriologie“, diese wurde später in International Committee on Systematics of Prokaryotes, ICSP umbenannt) darüber beraten, wie der Bakteriologische Code überarbeitet werden könne, um mit einer bereinigten Liste einen Neuanfang zu versuchen. Zum damaligen Zeitpunkt waren etwa 30.000 Namen in der Literatur veröffentlicht, aber bei vielen war keine eindeutige Zuordnung zu einer Bakterienart möglich. Es wurde vereinbart, dass ab dem 1. Januar 1976 Bakteriennamen im International Journal of Systematic Bacteriology (IJSB) veröffentlicht werden müssen. Das IJSB ist der Vorläufer des International Journal of Systematic and Evolutionary Microbiology (IJSEM, engl. für „Internationale Zeitschrift für systematische und evolutionäre Mikrobiologie“), in dem aktuell neu entdeckte Prokaryotentaxa beschrieben werden. Bis 1980 wurden die im IJSB veröffentlichten Taxa gesammelt und diese Liste mit klar definierten, älteren Bezeichnungen, die sich häufig auf pathogene Bakterien bezogen, ergänzt. Maßgeblich am Konzept dieser Liste waren Victor B. D. Skerman und Peter H. A. Sneath beteiligt, die auch die Mitherausgeber sind.
Auf dem Code basierend wurden die Approved Lists of Bacterial Names (engl. für „anerkannte Listen der Bakteriennamen“) herausgegeben, die erste Auflage ist von 1980. In der Erstauflage sind etwa 2.300 Bakteriennamen enthalten. Eine zweite Auflage ist 1989 erschienen und im Internet einsehbar. Die seit 1989 veränderten oder neu hinzugefügten Bakteriennamen bzw. mittlerweile die Namen von Prokaryoten, die dem Prokaryotischen Code ICNP entsprechen, werden als Fachartikel im IJSEM oder anderen Fachzeitschriften veröffentlicht. In regelmäßigen Abständen erscheinen im IJSEM Zusammenfassungen, mit denen der Bakterienname als validly published name (gültig veröffentlichter Name) gilt, siehe Abschnitt 5 der Regeln. Die jeweilige Zusammenfassung trägt den Namen Validation List no. … (engl. für „Validierungsliste Nr. …“ oder „Bestätigungsliste Nr. …“) und ist ebenfalls im Internet abrufbar. Ziel dieser Listen ist es, die nach dem Code gültigen Bakteriennamen zusammenzufassen, so lange es keine komplett überarbeiteten Approved Lists of Bacterial Names gibt. Mit Stand März 2024 ist die aktuelle Ausgabe die Validation List no. 216.

## Weitere Listen
Eine zuverlässige Quelle ist die Datenbank List of Prokaryotic names with Standing in Nomenclature (engl. für „Liste der prokaryotischen Namen, die der Nomenklatur entsprechen“, als LPSN abgekürzt), die von 1997 bis 2013 von Jean P. Euzéby herausgegeben wurde. Ab Juli 2013 wurde diese Datenbank von Aidan C. Parte weitergeführt. Die Datenbank wurde 2019 von der Deutschen Sammlung von Mikroorganismen und Zellkulturen (DSMZ) erworben und im Februar 2020 neu gestartet, dabei wurde das Akronym LPSN beibehalten. Auch das National Center for Biotechnology Information (NCBI) führt eine Taxonomie-Datenbank mit dem Namen Taxonomy Browser.